# Bram Stoker Awards 1987
Der Bram Stoker Award 1987 war der erste Bram Stoker Award, er wurde im Jahr 1988 für Literatur aus dem Vorjahr in sieben Kategorien vergeben. Bei der Verleihung werden jährlich außergewöhnliche Beiträge zur Horrorliteratur geehrt. Die Gewinner werden per Wahl von den Mitgliedern der Horror Writers Association (HWA), bis 1993 Horror Writers of America, bestimmt.
Bei der ersten Verleihung gingen zwei Preise an den Autor Robert R. McCammon, wobei er sich den Preis für die beste Novelle mit Stephen King teilte. Francis Paul Wilson war in der Kategorie zur besten Kurzgeschichte gleich zweimal nominiert.

## Gewinner und nominierte Autoren
Der Bram Stoker Award 1987 wurde im Jahr 1988 in sieben Kategorien vergeben:
| Kategorie                         | Gewinner                                          | Werk                                                              | Weitere nominierte Autoren | Bilder der Gewinner  |
| --------------------------------- | ------------------------------------------------- | ----------------------------------------------------------------- | --- | -------------------- |
| Roman (Novel)                     | Stephen King Robert R. McCammon                   | Misery (deutsch: Sie) Swan Song (deutsch: Nach dem Ende der Welt) | - Ray Garton: Live Girls - Kem Nunn: Unassigned Territory - Chet Williamson: Ash Wednesday                                                                                  | Stephen King, 2007   |
| Erstlingswerk (First Novel)       | Lisa Cantrell                                     | The Manse                                                         | - Clive Barker: The Damnation Game (deutsch: Spiel des Verderbens) - Rex Miller: Slob - Tony Richards: The Harvest Bride - Steve Rasnic Tem: Excavation                     |                      |
| Novelle (Long Fiction)            | George R.R. Martin Alan Rodgers                   | The Pear-Shaped Man The Boy Who Came Back from the Dead           | - David J. Schow: Pamela's Get - S.P. Somtow: Resurrec Tech |                      |
| Kurzgeschichte (Short Fiction)    | Robert R. McCammon                                | The Deep End                                                      | - Jonathan Carroll: Friend's Best Man (deutsch: Freund des Menschen) - Charles L. Grant: This Old Man - Francis Paul Wilson: Dat-Tay-Vao - Francis Paul Wilson: Traps       |                      |
| Sammelband (Fiction Collection)   | Harlan Ellison                                    | The Essential Ellison                                             | - Robert Bloch: Midnight Pleasures - Ramsey Campbell: Scared Stiff - Karl Edward Wagner: Why Not You and I? - Howard Waldrop: All About Strange Monsters of the Recent Past | Harlan Ellison, 1986 |
| Sachbuch (Nonfiction)             | Muriel Spark                                      | Mary Shelley (Biografie der Autorin Mary Shelley)                 | - Paul A. Gagne: The Zombies that Ate Pittsburgh - Joe Bob Briggs: Joe Bob Goes to the Drive-In                                                                             |                      |
| Lebenswerk (Lifetime Achievement) | Fritz Leiber Frank Belknap Long Clifford D. Simak |                                                                   | | Fritz Leiber, 1987   |